# City of Wodonga

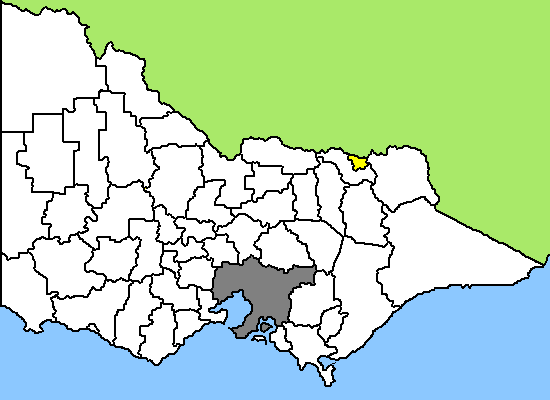
City of Wodonga (na żółto) na mapie stanu Wiktoria

City of Wodonga – obszar samorządu lokalnego (ang. local government area) położony w północno-wschodniej części australijskiego stanu Wiktoria. Obecna powierzchni  samorządu ukształtowała się w wyniku reformy samorządowej z roku 1994, w wyniku której do City of Wodonga zostały przyłączone dwie jednostki: Baranduda i Barnawartha North.
Powierzchnia samorządu wynosi 433 km² i liczy 35733 mieszkańców (2009). 
Ośrodkiem administracyjnym jest miasto Wodonga, która razem z miastem Albury (położonym w stanie Nowa Południowa Walia), tworzy zespół miejski. Władzę ustawodawczą sprawuje siedmioosobowa rada.
W celu identyfikacji samorządu Australian Bureau of Statistics wprowadziło czterocyfrowy kod dla City of Wodonga – 7170.